# 王子路犹太会堂
王子路犹太会堂（Princes Road Synagogue）是英格兰利物浦的一座犹太会堂，建于1872-1874年，由爱丁堡建筑师William James Audsley和George Ashdown Audsley兄弟设计，并于1874年9月2日奉献。它被广泛认为是英国摩尔复兴风格的犹太会堂最好的例子仿效该建筑的犹太会堂甚至远达澳大利亚悉尼。
Toxteth地区集中了利物浦的一批豪宅，以及各种宗教场所，竞相展示其地位和财富。沿王子路有壮丽的希腊正教会圣尼古拉堂、圣公会圣玛格丽特堂、哥特式的威尔士长老会。王子路犹太会堂也展示了19世纪利物浦犹太人的地位和财富。该建筑以其奢华的室内装饰著称，包括精美的彩色石柱、大理石和镀金。Meek说，“没有看到利物浦王子路会堂内部的人没有看到以色列的荣耀”。
该会堂的女士在1874年2月举行义卖市场和午餐会。她们邀请了政要，安排乐队演奏，得到3千英镑的捐赠，用于会堂的内部装饰。   
今天的犹太会堂只在安息日上午和节日举行仪式。

## 外部連結
- Art of Faith blog （页面存档备份，存于）
- http://www.princesroad.org （页面存档备份，存于）
- http://www.liverpool.ndo.co.uk/gatsoc/news03/page23.html （页面存档备份，存于）
- http://www.visitliverpool.com/displayProduct.asp?productKey=7512 （页面存档备份，存于）
- http://www.nmliverpool.org/walker/exhibitions/audsleys/intro.asp%5B%5D
- Liverpool Old Hebrew Congregation （页面存档备份，存于） on Jewish Communities and Records - UK （页面存档备份，存于） (hosted by jewishgen.org).